# Pare (Pare)
Pare is een bestuurslaag in het regentschap Kediri van de provincie Oost-Java, Indonesië. Pare telt 17.365 inwoners (volkstelling 2010).

## Geboren in Pare
- Franciscus Josefus Alfonsus Teresia Maria Vos de Wael (1908-1993), burgemeester
- Wouter Buikhuisen (1933-2025), Nederlands criminoloog